# Xenocys jessiae
Xenocys jessiae is een  straalvinnige vissensoort uit de familie van grombaarzen (Haemulidae). De wetenschappelijke naam van de soort is voor het eerst geldig gepubliceerd in 1890 door David Starr Jordan en Charles Harvey Bollman.. De soort is genoemd naar Jessie Knight Jordan, de echtgenote van David Starr Jordan.
De soort staat op de Rode Lijst van de IUCN als Kwetsbaar, beoordelingsjaar 2007.